# Leucotessara michaelseni
Leucotessara michaelseni är en mångfotingart som beskrevs av Carl Graf Attems 1931. Leucotessara michaelseni ingår i släktet Leucotessara och familjen orangeridubbelfotingar. Inga underarter finns listade i Catalogue of Life.